# Dystrykt Bonthe
Dystrykt Bonthe – dystrykt w Sierra Leone. Stolicą jest Bonthe. W 2004 roku w tejże jednostce administracyjnej mieszkało 130 tys. ludzi. 
Liczba ludności dystryktu w poszczególnych latach:
- 1963 – 73 245
- 1974 – 80 606
- 1985 – 97 975
- 2004 – 130 297